# Ділянка насаджень сосни звичайної (пам'ятка природи)

Ділянка насаджень сосни звичайної

Ділянка насаджень сосни звичайної — ботанічна пам'ятка природи місцевого значення в Україні. Розташована в межах Павлоградського району Дніпропетровської області, на південний захід від села Кочережки. 

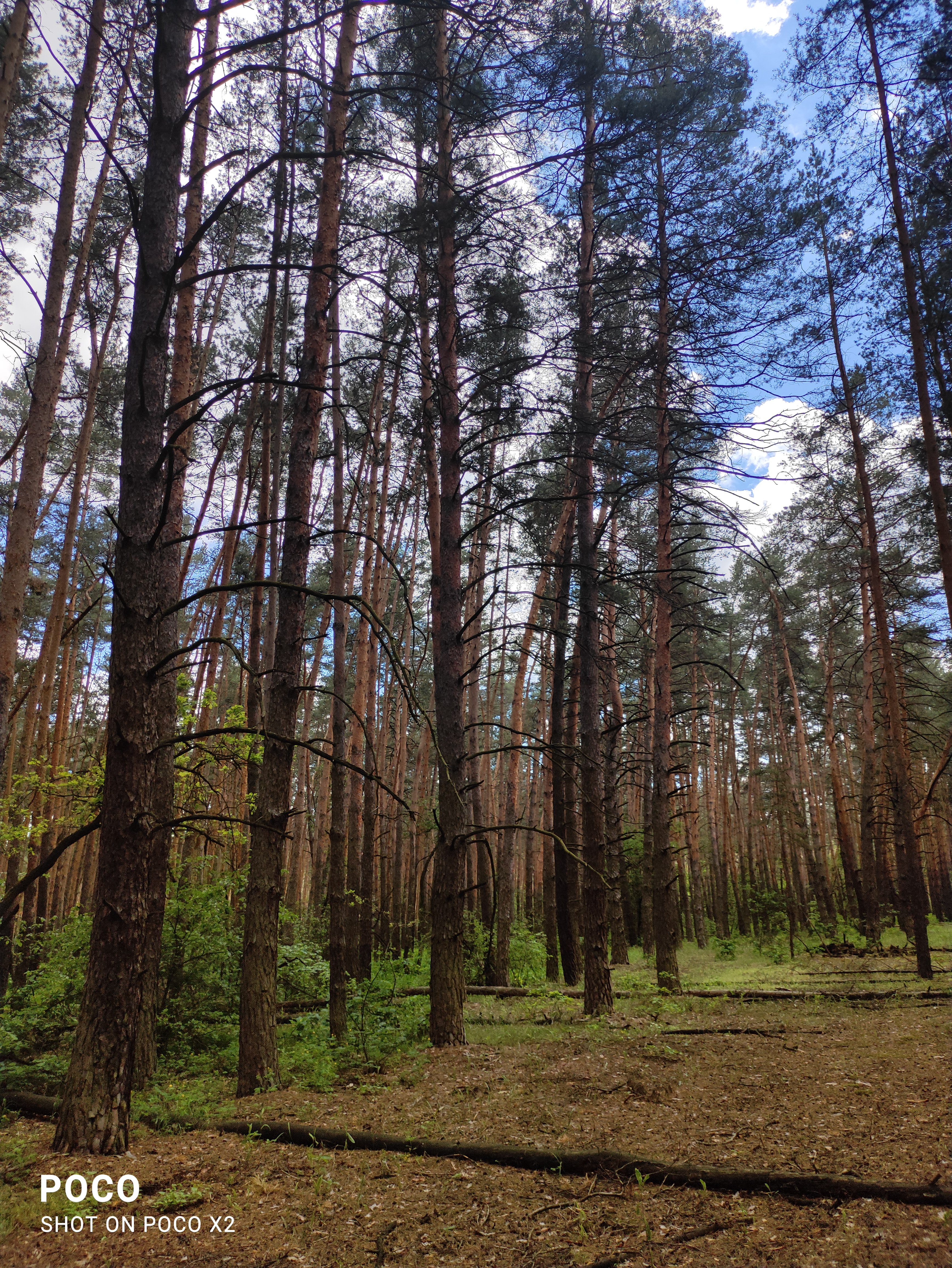
Ділянка насаджень сосни звичайної

Площа 43 га. Статус присвоєно 1977 року. При створенні об'єкт мав назву «Високопродуктивні 50-річні насадження сосни звичайної у Кочережківському лісництві кв.21 ділянка №9». Сучасну назву пам'ятка отримала Рішенням виконкому облради № 469 від 17.12.1990 року. З часу створення нумерація виділів нераз змінювалась, нині об'єкт займає кілька виділів, найбільший з яких № 11 (згідно з планом лісонасаджень, створеного Державним Агентством Лісових Ресурсів України).